# Graham Sutton
Graham Sutton é um músico inglês, compositor, e produtor musical formado em London Borough of Hackney, Leste de Londres  Inglaterra. Ele é mais conhecido como o líder e figura chave do cenário post-rock com a banda Bark Psychosis, assim como produzia bandas de rock alternativo desde o final dos anos 90.